# Онопрієнко Вікторія Максимівна
Вікторія Максимівна Онопрієнко (нар. 18 жовтня 2003, Київ) — українська гімнастка, чемпіонка Європи. Фіналістка Олімпійських ігор в Токіо. Майстер спорту міжнародного класу. Призер чемпіонату Європи в команді, чемпіонату світу у вправах з булавами та Всесвітніх ігор у вправі зі стрічкою. Переможниця та призер етапів Кубка світу.

## Біографія
Батько в підлітковому віці був членом збірної команди з фехтування, мати займалась легкою атлетикою. Зараз батьки працюють зубними техніками, займаються протезуванням.
Серед захоплень — кулінарія, мріє відкрити власний ресторан чи стати шеф-кухарем.
30 червня 2022 року повідомила про загибель брата Сергія Краснова у боях з російськими окупантами.
2 травня 2024 року МОК представила документальний фільм "Viktoriia: Ukraine’s Gymnastics Hope", який Міжнародний олімпійський комітет присвячений 20-річній українській гімнастці. Фільм розповідає про її боротьбу за мрію потрапити на Олімпійські ігри в Парижі 2024 року, незважаючи на війну в Україні та те, що її батько захищає країну на фронті.

## Спортивна кар'єра
З чотирьох років відвідувала різні гуртки. Починала з фігурного катання, але через три місяці у зв'язку з великою кількістю хвороб залишила секцію. Після відвідин з родиною в Палаці спорту «Кубка Дерюгіної» попросила батьків записати її до секції художньої гімнастики. Почала тренуватися в Києві у групі Юрченко Ольги Валеріївни. З 2015 року у збірній команді України. З 2017 року другий номер юніорської збірної України після Христини Пограничної. У 2018 році стала бронзовою призеркою в абсолютній першості на кваліфікаційному турнірі на Юнацькі Олімпійські ігри, але через правило «однієї гімнастки від країни» участь в Юнацьких Олімпійських іграх не брала..

### 2019
Дебютувала в дорослій збірній України.
За рішенням тренерського штабу «через потрапляння в більшу кількість фіналів в окремих видах на міжнародних турнірах» була включена до складу збірної на чемпіонат Європи, де в фінали в окремих видах кваліфікуватись не вдалось, однак, змогла разом з Владою Нікольченко здобути дві ліцензії на чемпіонат Європи 2020 в Києві.
На чемпіонаті світу в кваліфікації мала робити два види, але в останній день була замінена на Владу Нікольченко.

### 2024
3 березня До перемоги у багатоборстві Вікторія Онопрієнко додала ще три золоті медалі: у вправах з обручем, м’ячем і стрічкою. Найвищий бал українка отримала за виступ з обручем — 35.750. Єдиною дисципліною, де Онопрієнко не здобула перемогу, став фінал з булавами. Вікторія завоювала "срібло", отримавши 30.500 бала
Після здобуття дебютної бронзи в абсолютній першості на кубку світу в Мілані, Італія, кваліфікувалась до трьох фіналів: у вправі з обручем, м'ячем та булавами. У фіналі вправи з обручем припустилася двох втрат, посіла восьме місце, після чого знялась з двох інших фіналів через травму коліна.

## Результати на турнірах
| Рік  | Змагання                                 | Команда | АП |   |     |     |    |
| ---- | ---------------------------------------- | ------- | -- | - | --- | --- | -- |
| 2019 | Кубок Дерюгіної. Київ                    |         | 7  |   |     | 7   |    |
| 2019 | Гран-прі. Тьє                            |         | 11 |   | 7   |     | 5  |
| 2019 | Кубок світу. Пезаро                      |         | 9  |   | 7   | 4   | 7  |
| 2019 | Кубок світу. Софія                       |         | 14 |   |     |     |    |
| 2019 | Кубок світу. Баку                        |         | 14 |   | 6   | 4   |    |
| 2019 | Чемпіонат Європи                         | 5       | 23 |   |     |     |    |
| 2019 | Кубок світу. Брно                        |         | 8  |   | 4   | 3   |    |
| 2019 | Кубок світового виклику. Мінськ          |         | 14 |   |     | 7   |    |
| 2019 | Гран-Прі. Холон                          |         | 12 | 4 |     |     | 8  |
| 2019 | Кубок України                            |         | 4  |   |     |     |    |
| 2020 | «LA Lights 2020»                         |         | 4  | 3 |     |     | 2  |
| 2020 | Міжнародний турнір «Miss Valentine 2020» |         | 3  | 2 | 2   | 3   |    |
| 2020 | Командний чемпіонат України              |         | 1  |   |     |     |    |
| 2020 | Гран-прі. «Кубок Дерюгіної». Київ        |         | 1  | 1 |     |     | 2  |
| 2020 | Чемпіонат України                        |         | 2  |   |     |     |    |
| 2021 | Кубок України. Дніпро                    |         | 2  | 1 | 1   | 4   | 4  |
| 2021 | Кубок світу. Софія                       |         | 6  |   | 6   | 5   |    |
| 2021 | Кубок світу. Ташкент                     |         | 13 |   |     |     | 6  |
| 2021 | Чемпіонат України                        |         | 1  |   |     |     |    |
| 2021 | Кубок світу. Пезаро                      |         | 14 |   |     |     |    |
| 2021 | Чемпіонат Європи                         |         | 11 | 8 |     | 7   |    |
| 2021 | Гран-прі. Тель-Авів                      |         | 6  | 8 | 4   | 4   |    |
| 2021 | Олімпійські ігри                         |         | 10 |   |     |     |    |
| 2021 | Гран-прі. Марбелья                       |         | 2  | 3 | 8   | 3   | 2  |
| 2021 | Чемпіонат світу                          | 4       | 5  | 8 | 8   | 7   |    |
| 2022 | Кубок світу. Софія                       |         | 19 |   |     | 7   | 3  |
| 2022 | Кубок світу. Пезаро                      |         | 8  |   |     | 8   | 1  |
| 2022 | Чемпіонат Європи                         | 8       | 8  | 5 | 10  | 10  | 15 |
| 2022 | Всесвітні ігри                           |         |    | 8 | 18  | 14  | 3  |
| 2022 | Чемпіонат світу                          | 4       | 4  |   | 4   | 6   |    |
| 2022 | Клубний чемпіонат світу                  | 2       | 2  |   |     |     |    |
| 2023 | Гран-прі. Miss Valentine                 |         | 1  | 1 | 3   | 2   | 2  |
| 2023 | Гран-прі. Марбелья                       |         | 5  | 1 |     | 6   | 7  |
| 2023 | Кубок світу. Баку                        |         | 6  | 4 |     | 2   |    |
| 2023 | Чемпіонат Європи                         | 2       | 14 | 1 | 4   | 4   | 6  |
| 2023 | Чемпіонат України                        |         | 1  | 1 | 1   | 1   | 1  |
| 2023 | Чемпіонат світу                          | 6       | 7  |   |     | 3   |    |
| 2023 | Кубок України                            |         | 1  |   |     |     |    |
| 2024 | Гран-прі. Miss Valentine                 |         |    | 1 | 1   | 2   | 1  |
| 2024 | Гран-прі. Марбелья                       |         | 4  | 2 |     | 5   | 3  |
| 2024 | Гран-прі. Тьє                            |         | 5  | 1 | 1   |     | 6  |
| 2024 | Кубок світу. Софія                       |         | 10 | 7 |     | 3   | 4  |
| 2024 | Чемпіонат Європи                         | 8       | 26 |   |     |     |    |
| 2024 | Гран-прі. Брно                           |         | 3  | 1 | 3   | 1   | 7  |
| 2024 | Кубок світу. Мілан                       |         | 3  | 8 | DNS | DNS |    |